# إعلان توافق جنيف
إعلان توافق جنيف رسميًا إعلان إجماع جنيف بشأن تعزيز صحة المرأة وتقوية الأسرة هو إعلان مناهض لـ الإجهاض برعاية حكومات البرازيل ومصر والمجر وإندونيسيا وأوغندا والولايات المتحدة. تم التوقيع عليه من قبل 34 دولة في 22 أكتوبر 2020.

## الوثيقة والتاريخ
الوثيقة بمبادرة من وزير الخارجية الأمريكي مايك بومبيو، لا تتعلق الوثيقة بمؤسسة إجماع جنيف التابعة للأمم المتحدة أو غيرها من المؤسسات التي تتخذ من جنيف مقراً لها، ولم يتم التوقيع عليها في جنيف. على عكس بعض الوثائق الدولية الأخرى فإن الإعلان ليس ملزمًا قانونًا.
يوصف الإعلان بأنه «مشروع بومبيو»، وقد تم تقديم الإعلان من قبل السفيرة الأمريكية كيلي كرافت إلى الجمعية العامة للأمم المتحدة في إطار البند 131 من جدول الأعمال لشهر ديسمبر 2020. كان موقف الولايات المتحدة أنه لا يوجد «حق دولي للإجهاض»، وأن الأمم المتحدة ينبغي بالتالي أن تحترم القوانين والسياسات الوطنية في هذا الشأن.
يعد الالتزام بمنع الوصول إلى الإجهاض حيث يكون هذا هو موقف قانون الأمة أمرًا محوريًا في الإعلان. ووصفت منظمة «نظرة» المصرية غير الحكومية الإعلان بأنه «هجوم دولي على المرأة والجنس والنشاط الجنسي»، وقالت منظمة العفو الدولية في الولايات المتحدة الأمريكية إن الموقعين «يعرضون عن طيب خاطر صحة الناس وحياتهم للخطر». واتهم المنتقدون الموقعين بأنهم مدفوعون بالرغبة في تقويض المؤسسات الدولية القائمة.
في 28 يناير 2021 قام رئيس الولايات المتحدة جو بايدن بإزالة الولايات المتحدة من الإعلان.
ووقع الإعلان «الوزراء والممثلون الساميون للحكومات» من البحرين وبيلاروس وبنن والبرازيل وبوركينا فاسو والكاميرون وجمهورية الكونغو الديمقراطية وجمهورية الكونغو وجيبوتي ومصر وإسواتيني وغامبيا وجورجيا وهايتي. المجر وإندونيسيا والعراق وكينيا والكويت وليبيا وناورو والنيجر وعمان وباكستان وباراغواي وبولندا والمملكة العربية السعودية والسنغال وجنوب السودان والسودان وأوغندا والإمارات العربية المتحدة والولايات المتحدة الأمريكية وزامبيا.